# فايتيفيل (تينيسي)
فايتيفيل (بالإنجليزية: Fayetteville, Tennessee)‏ هي مدينة تقع بولاية تينيسي في وسط شرق الولايات المتحدة. تبلغ مساحة هذه المدينة 19 (كم²)، وترتفع عن سطح البحر 215 م، بلغ عدد سكانها 7072 نسمة في عام 2010 حسب إحصاء مكتب تعداد الولايات المتحدة وتصل الكثافة السكانية فيها 367.7 نسمة/كم2.

## التركيبة السكانية
حدّد مكتب تعداد الولايات المتحدة بيانات التركيبة السكانية لفايتيفيل في تعداد الولايات المتحدة. في ما يلي، التركيبة السكانية حسب تعدادي 2000 و2010.

### تعداد عام 2000
بلغ عدد سكان فايتيفيل 6,994 نسمة بحسب تعداد عام 2000، وبلغ عدد الأسر 3,054 أسرة وعدد العائلات 1,805 عائلة مقيمة في المدينة. في حين سجلت الكثافة السكانية 280.7 نسمة لكل كيلومتر مربع (727.0/ميل2). وبلغ عدد الوحدات السكنية 3,370 وحدة بمتوسط كثافة قدره 135.2 لكل كيلومتر مربع (350.2/ميل2).
وتوزع التركيب العرقي للمدينة بنسبة 71.39% من البيض و26.22% من الأمريكيين الأفارقة و0.30% من الأمريكيين الأصليين و0.30% من الأمريكيين ذوي الأصول الآسيوية و0.09% من سكان جزر المحيط الهادئ و0.27% من الأعراق الأخرى و1.43% من عرقين مختلطين أو أكثر و0.81% من الهسبانيون أو اللاتينيون من أي عرق.
بلغ عدد الأسر 3,054 أسرة كانت نسبة 28% منها لديها أطفال تحت سن الثامنة عشر تعيش معهم، وبلغت نسبة الأزواج القاطنين مع بعضهم البعض 38% من أصل المجموع الكلي للأسر، ونسبة 18% من الأسر كان لديها معيلات من الإناث دون وجود شريك،  بينما كانت نسبة 3.1% من الأسر لديها معيلون من الذكور دون وجود شريكة وكانت نسبة 40.9% من غير العائلات. تألفت نسبة 37.8% من أصل جميع الأسر من عدة أفراد يعيشون في نفس المنزل ونسبة 20.5% كانت تتألف من شخص يعيش بمفرده يبلغ من العمر 65 عاماً أو أكثر. وبلغ متوسط حجم الأسرة المعيشية 2.14، أما متوسط حجم العائلات فبلغ 2.81.
بلغ العمر الوسطي للسكان 43.1 عاماً. وكانت نسبة 21.2% من القاطنين تحت سن الثامنة عشر، وكانت نسبة 7.7% بين الثامنة عشر والرابعة والعشرين عاماً، ونسبة 22.1% كانت واقعةً في الفئة العمرية ما بين الخامسة والعشرين والرابعة والأربعين عاماً، ونسبة 21.4% كانت ما بين الخامسة والأربعين والرابعة والستين، ونسبة 21% كانت ضمن فئة الخامسة والستين عاماً فما فوق. يوجد لكل 100 أنثى 77.1 ذكر، ويوجد لكل 100 أنثى في الثامنة عشر من عمرها فما فوق 71.3 ذكر.
بلغ متوسط دخل الأسرة في المدينة 23,830 دولارًا، أما متوسط دخل العائلة فبلغ 32,477 دولارًا. وكان متوسط دخل الذكور 26,957 دولارًا مقابل 22,382 دولارًا للإناث. وسجل دخل الفرد الخاص بالمدينة 18,391 دولارًا. وكانت نسبة 15.1% من العائلات ونسبة 20.8% من السكان تحت خط الفقر، وكان من هؤلاء نسبة 27.8% تحت سن الثامنة عشر ونسبة 20.6% في الخامسة والستين من العمر وما فوق.

### تعداد عام 2010
بلغ عدد سكان فايتيفيل 6,827 نسمة بحسب تعداد عام 2010، وبلغ عدد الأسر 3,022 أسرة وعدد العائلات 1,722 عائلة مقيمة في المدينة. في حين سجلت الكثافة السكانية 274 نسمة لكل كيلومتر مربع (709.7/ميل2). وبلغ عدد الوحدات السكنية 3,382 وحدة بمتوسط كثافة قدره 135.7 لكل كيلومتر مربع (351.5/ميل2).
وتوزع التركيب العرقي للمدينة بنسبة 71.63% من البيض و23.67% من الأمريكيين الأفارقة و0.38% من الأمريكيين الأصليين و0.60% من الأمريكيين ذوي الأصول الآسيوية و0.15% من سكان جزر المحيط الهادئ و1.60% من الأعراق الأخرى و1.98% من عرقين مختلطين أو أكثر و3.44% من الهسبانيون أو اللاتينيون من أي عرق.
بلغ عدد الأسر 3,022 أسرة كانت نسبة 27.6% منها لديها أطفال تحت سن الثامنة عشر تعيش معهم، وبلغت نسبة الأزواج القاطنين مع بعضهم البعض 34.3% من أصل المجموع الكلي للأسر، ونسبة 18.9% من الأسر كان لديها معيلات من الإناث دون وجود شريك،  بينما كانت نسبة 3.8% من الأسر لديها معيلون من الذكور دون وجود شريكة وكانت نسبة 43% من غير العائلات. تألفت نسبة 38.5% من أصل جميع الأسر من عدة أفراد يعيشون في نفس المنزل ونسبة 19.9% كانت تتألف من شخص يعيش بمفرده يبلغ من العمر 65 عاماً أو أكثر. وبلغ متوسط حجم الأسرة المعيشية 2.17، أما متوسط حجم العائلات فبلغ 2.87.
بلغ العمر الوسطي للسكان 43.7 عاماً. وكانت نسبة 21.7% من القاطنين تحت سن الثامنة عشر، وكانت نسبة 8.8% بين الثامنة عشر والرابعة والعشرين عاماً، ونسبة 20.7% كانت واقعةً في الفئة العمرية ما بين الخامسة والعشرين والرابعة والأربعين عاماً، ونسبة 26.3% كانت ما بين الخامسة والأربعين والرابعة والستين، ونسبة 22.5% كانت ضمن فئة الخامسة والستين عاماً فما فوق. وتوزع التركيب الجنسي للسكان بنسبة 45.1% ذكور و54.9% إناث.

## أعلام
- جورج واشنطن جونز
- كورك سميث
- فرانك كيلسو
- كيلي هولكومب
- ريك ديمبسي
- فرانسيس باغلي
- جيمس هوستون توماس
- بيك كامبل

## وصلات خارجية
- http://www.fayettevilletn.com/
- The US50 - Cities and Towns in Tennessee State